# Shane McMahon
Shane Brandon McMahon (Gaithersburg (Maryland), 15 januari 1970) is een Amerikaans ondernemer, professioneel worstelaar en voormalig uitvoerend vicepresident voor Global Media bij World Wrestling Entertainment. Hij is de zoon van Vince McMahon, WWE voorzitter, en Linda McMahon. Tevens is hij de broer van Stephanie McMahon, waardoor hij de zwager van haar man Triple H is. Hij worstelde en maakte verschijningen op de Raw en SmackDown brand. In 2010 verliet hij de WWE. Hij vond het na 20 jaar genoeg. Hij kwam terug op 22 februari 2016 om Raw over te nemen van Stephanie McMahon. Hij kreeg samen met Stephanie de leiding over Raw en Smackdown. Hij heeft de leiding over Smackdown Live.

## Carrière

### De vroegere jaren
Shane McMahon ging naar de Roger Williams University in Rhode Island, waar hij media en marketing heeft gestudeerd, daarna naar de Universiteit van Boston. Hij werkte toen hij in 1996 zijn diploma had gehaald voor de marketing van de WWE en sinds 1998 voor de digitale mediatak van het bedrijf. Shane McMahon en zijn team haalden het op de homepage van WWF.com, later veranderd in WWE.com.
Shane was sinds juli 2003 vice-president van WWE Global Media. Deze taak hield onder andere in dat hij de WWE internationaal moest promoten, evenementen moest organiseren, digitale media moest bijhouden en dat hij op tal van andere manieren aan de shows van de WWE bijdroeg. Shane werd in september 2006 door het Amerikaanse tijdschrift Detail Magazine's gerekend tot een van de 50 meest invloedrijke mannen onder de 42.
Hij begon zijn carrière in de ring als een scheidsrechter onder de naam Shane Stevens in 1990, en was bij WrestleMania VI de eerste artiest die naar het publiek toe kwam om ze te begroeten. Maar kort daarna ruilde hij die rol en voorkwam tijdens WrestleMania een ruzie tussen Randy Savage en Ric Flair.

### 1998-1999
Shane werd eindelijk een wat meer voorkomend karakter op tv, en dat werd vooral bereikt toen hij zich constant bemoeide tijdens de vete die liep tussen zijn vader Vince en Stone Cold Steve Austin. Daarin stond hij achter zijn vader, maar kwam niet naar de ring gerend om hem te helpen. Later, in de zomer, was Shane kortstondig commentator voor Sunday Night Heat. Hierbij kwam heel duidelijk naar voren dat hij een face was, iemand die alle goede worstelaar toejuigde. Na deze periode als commentator, kwam hij weer regelmatig op tv en keerde hij zich tegen zijn vader, om zich aan te sluiten bij Stone Cold Steve Austin om daarna alleen maar weer tegen hem in te gaan en in zich aan te sluiten bij The Corporation
Hij werd een belangrijk onderdeel van de groep en won zelfs de European Championship van X-Pac. In een rematch tijdens WrestleMania XV, kreeg Shane hulp van zijn twee vrienden van vroeger, The Mean Street Posse en Triple H, die zich tegen X-Pac keerden zodat Shane zijn titel behield. Shane wilde de titel daarna als inactief verklaren, om zo als onverslagen kampioen te worden herinnerd. Echter gaf Shane de titel later aan Mideon, die de titel gevonden had (waarmee de titel weer actief werd).
Na WrestleMania, vond Vince McMahon's tweede korte face draai plaats, daarbij nam Shane de controle over de Corporation groep. Met worstelaars als Triple H in zijn nieuwe groep, kwam Shane vaker in gevechten met zijn vader en zo kreeg de groep een nieuwe naam, The Union. Tijdens de eerste aflevering op UPN van SmackDown!, ging hij samenwerken met The Undertaker en zijn Ministry of Darkness groep om zo de Corporate Ministry te vormen. Uiteindelijk bleek dat de groep allemaal een idee was van Vince McMahon om zo de WWF Championship terug te krijgen van Stone Cold Steve Austin. Austin zou later in de ring gaan tegen Shane en Vince tijdens het 1999 King of the Ring toernooi om te strijden voor wie de rechten en macht kreeg binnen de WWF (Volgens het verhaal had Austin 50%, Shane 25% en Vince 25%). Shane en Vince wonnen de match toen een mystery associate de koffer die boven de ring hing omhoog trok toen Austin de koffer wilde pakken. Daardoor kregen alleen Vince en Shane de kans om de koffer te pakken en 100% zeggenschap terug te krijgen over de WWF.
Nadat Shane zijn aandeel in de WWF weer terug had, begon hij zijn aandacht te richten op Test, die op dat moment (volgens het verhaal) een verhouding had met zijn zusje Stephanie. Shane keurde de relatie af, omdat hij vond dat Stephanie iemand had gekozen die "niet voldeed" aan zijn familiestandaards. En zo eindigde hij later in een fued met Test. Met wat hulp van de Mean Street Posse, maakte Shane Test's leven een hel. Tijdens SummerSlam, vond er een "Je houdt van haar, of je verlaat haar" Street Fight-match plaats tussen Shane en Test, met de voorwaarde dat als Shane won dat Test en Stephanie elkaar nooit meer mochten zien, en als Test won, dat Shane hun zijn zegen zou geven. Uiteindelijk won Test dit en legde Shane zich erbij neer dat Stephanie en Test samen waren. Hij werd zelfs een vriend van hem, en zo begon zijn tweede face turn.

Later echter werden Stephanie en haar nieuwe man Triple H heel. Daarna begon de McMahon-Helmsley Faction haar opkomst te maken en verdwenen alle andere McMahons van tv, zo ook Shane McMahon.

### 2000
Tijdens de 2000 No Way Out Pay-Per-View maakte Shane zijn terugkomst als heel, door Big Show te helpen om The Rock te verslaan.
Hiermee begon 'the road to WrestleMania' 2000, waar in het main-event gevecht elk van de superstars 1 McMahon in zijn hoek zou hebben. The Rock had Vince, de Big Show had Shane, Triple H had Stephanie en Mick Foley had Shane's moeder, Linda McMahon. De Big Show was de eerste die geëlimineerd werd. Na het gevecht, gingen Big Show en Shane ieder hun eigen weg. Dit leidde tot een match tussen de twee waarbij Shane tijdens deze match op Judgment Day hulp kreeg van Test, Albert en anderen. De maanden daarna haalde hij een grote deel van de heel-superstars over om aan zijn kant te komen, zodat als er iets met hem zou gebeuren dat ze hem altijd zouden kunnen helpen. Die hulp zocht hij ook bij Edge en Christian, die hem de Hardcore Championship hielpen te winnen van Steve Blackman. Shane had toen een rematch tijdens SummerSlam van dat jaar, waar hij de titel weer verloor aan Blackman, nadat hij hem van een 40 voet hoge trust had afgeslagen met een soort Bamboe stok. Shane verdween daarna langzamerhand weer van tv en maakte zelden een vertoning.

### The Alliance
Shane kwam in 2001 weer terug, deze keer om het als face tegen zijn vader op te nemen. WWE had een week daarvoor WCW opgekocht en kwam het tijdens WrestleMania X-7 tot een match tussen Shane en zijn vader. Shane wist dat zijn vader een relatie achter de rug van zijn moeder, Linda met Trish Stratus was begonnen. Dit liet Shane niet gaan en kocht WCW op. Shane won deze match tijdens WrestleMania X-7 na een Coast-to-Coast. Shane vocht tijdens Backlash 2001 een Last Man Standing Match tegen de Big Show. Mr. McMahon had deze match gemaakt, om wraak op Shane te nemen, nadat hij tijdens WrestleMania had verloren. Test mengde zich in de strijd en legde Big Show half verward op een van de podium's luchtschachten. Shane klom vervolgens naar de bovenkant van de trust en de grote beeldprojectoren om op de Big Show te springen, met zijn zogenaamde 'Leap of Faith' finisher.
Na zijn overwinning op zijn vader tijdens WrestleMania, kwam hij met zijn worstelaars van de WCW in opstand tegen zijn vader en de WWF superstars. Hij combineerde zijn worstelaars met de die van de ECW van Paul Heyman, samen met hun nieuwe eigenaresse Stephanie McMahon-Helmsley. Ze noemden zich The Alliance en streden voor twee doelen: de WWF over te nemen en hun vader failliet te laten gaan. Dit was het moment dat beiden van karakter wisselden. Vince werd een face-karakter en Shane een heel-karakter.
Er kwam tijdens de King of the Ring Tournament in 2001 een gevecht tussen Kurt Angle, die de WWF leidde en Shane. Kurt Angle die die avond al twee matches had geworsteld, stond op het punt er nog een te worstelen, tegen Shane in een 'Street Fight'. Hierbij brak Angle zogenaamd zijn staartbeen, nadat het de bedoeling was geweest dat Shane door een opgezette ruit moest. Deze brak niet waardoor Shane de eerste keer op zijn nek terechtkwam. Na een succesvolle tweede poging, moest Shane door nog een ruit worden gegooid, maar dat lukte pas na de derde keer. Er ging daarna nog een 'Shooting Star Press' van Shane fout, waarna Angle capituleerde met een 'Angle Slam' van de bovenste ringhoek, om kort daarna over te gaan tot de pin, en de match te winnen. Shane kreeg daarvoor de hardste ovatie ooit in zijn carrière.
The Invasion, de groep van de WWF, won tijdens de 2001 Survivor Series. Hiermee werden als gevolg daarop zowel Shane als Stephanie McMahon-Helmsley beide de volgende avond op Mondaynight RAW door Mr. McMahon ontslagen. Daaropvolgend kwam de vierde heel-karakter keer van Mr. McMahon. Na de verslagen WCW/ECW-coöperatie kwam Shane minder op de televisie, twee of drie keer in 2002 en 2003. Shane vond dat het een slecht idee van zijn vader was geweest om Eric Bischoff tot general manager van WWE RAW te maken en dat hij een betere keus was geweest.

### 2003-2005
Na zijn vaders match met Hulk Hogan tijdens Wrestlemania XIX, keerde Shane kort na de match naar de ring om naar zijn bloedige vader te komen kijken. In de zomer van 2003 keerde Shane weer in zijn karakter om, door weer een face-karakter te worden door in een verhaallijn verwikkeld gevecht te komen met Eric Bischoff (die daarvoor Shane's moeder beledigd had). Hij versloeg Bischoff in een 'street fight' tijdens SummerSlam 2003.
Shane raakte ook verwikkeld in een fued met, toen heel, Kane die Linda de 'tombstone pile driver' had gegeven. (omdat Linda hem niet tot #1 in rij voor de World Heavyweight Titel had benoemd). De fued eindigde in een Last Man Standing Match tijdens Unforgiven 2003 die Shane verloren heeft.
Na de Survivor Series Pay-Per-View, verliet Shane RAW weer om zich te concentreren op zijn functies achter de schermen en zijn nieuwe familie. Tijdens Wrestlemania XX, kwam Shane kort opdagen samen met zijn nieuwe zoon en vader.
In een speciaal 3 uur durende aflevering van RAW in oktober 2005, (getiteld WWE Homecoming, omdat dit de aflevering was dat Monday Night Raw terugkeerde naar de zender waar ze oorspronkelijk bij begonnen waren, namelijk de USA Network), kwamen alle vier leden van de McMahon-familie voorbij en kregen allemaal een 'Stunner' van Stone Cold Steve Austin.

### 2006
Shane McMahon werd weer een heel-karakter. Deze keer om zijn vader te helpen tegen Shawn Michaels. Tijdens de Royal Rumble van 2006, elimineerde Shane Shawn door hem over de ringen uit de ring te gooien.
Na weken van aanvallen op elkaar, kwam er een 'Street Fight match' tussen Shane en Shawn tijdens Saturday Night's Main Event. Door het Montreal Screwjob incident traditiegetrouw (volgens de McMahon's te herleven, legde Shane Shawn in de 'Sharpshooter', en liet Vince de bel luidden.
Na de match tijdens WrestleMania 22, tussen Vince en Shawn, kreeg de match, een religieuze wending, door een match tijdens Backlash te boeken, die niemand had zien aankomen. Vince en Shane vs. Shawn Michaels en God, deze match wonnen Vince en Shane, na hulp van de Spirit Squad. Dit was de tijd dat Vince compleet doordraaide en zichzelf beschouwde als God. Shane, die daarna door Vince betiteld werd als het product van zijn 'zaad'.
Later raakte ook Triple H in deze fued verwikkeld. Hij moest van de McMahon's Shawn executeren. Hier werd hij zelf echter gefrustreerd van, omdat dit hem verhinderde naar zijn jacht op de WWE Championship. Tijdens een van deze matches, sloeg Triple H per ongeluk Shane voor zijn hoofd, wat hem een paar weken buiten actie stelde. Vince die nu ook wraak zocht op Triple H, wilde een match. Deze kwam er, na de terugkomst van Shane en de herformatie van de groep bestaande uit Shawn Michaels en Triple H, namelijk D-Generation X.
Tijdens SummerSlam in 2006, werden beide McMahon's verslagen door D-Generation X.
Ongeveer een maand later, schakelden de McMahon's hulp in, om tegen D-Generation X te vechten. Deze hulp kregen ze uit de ECW Champion Big Show, tijdens Unforgiven 2006 in een '3-on-2 Handicap Hell in a Cell match' die Shane, Vince en Big Show hadden verloren. Shane kreeg in deze match een klap op zijn nek toen een stoel om zijn nek heen zat. Hierna verdween Shane weer van de tv.
In de rest van 2006 verscheen Shane tijdens verschillende persconferenties van bedrijven.
Dit waren echter allemaal pure werkmeetings, die geen waarden toevoegden aan een mogelijke terugkeer van Shane op tv.

### 2007
Tijdens de RAW Show van 5 maart, kwam Shane terug om zijn vader te vertellen over de special referee, die gekozen was voor de "Battle of the Billionaires"-match tussen zijn vader Vince en Donald Trump tijdens Wrestlemania 23. Zogenaamd was er een stemming geweest, en was de uitslag 5-4 geweest. De McMahon's wilden dat Shane de special referee zou worden. In eerste instantie leek het Mick Foley te zijn, echter bleek het later Stone Cold Steve Austin te zijn.
Tijdens de "Battle of the Billionaires" match op Wrestlemania 23, was Shane's poging om zijn vader te helpen gestopt door Steve Austin. Tijdens de match slaagde Shane erin om een Coast-to-Coast uit te voeren op Bobby Lashley's gezicht.
Op 9 april kwam hij op voor zijn vader door Bobby Lashley uit te dagen voor zijn ECW World Championtitel. Zou hij deze match winnen dan zou hij Lashley's titel krijgen, zou hij verliezen dan zou hij  net als zijn vader worden kaalgeschoren. Echter sloeg Shane met opzet de scheidsrechter in zijn gezicht om gediskwalificeerd te worden. Na de match kwamen Umaga en Vince McMahon naar buiten om Shane te helpen, Lashley aan de vallen.
En op 23 april tijdens de RAW Show, vocht Shane met een plaatselijke worstelaar om de boodschap mee te delen aan Bobby Lashley door zijn Coast-to-Coast uit te voeren. Later maakte hij bekend dat het een 2 on 1 Handicap match was, en zo kwam Umaga naar buiten die hem aanviel en verpletterde. Even later maakte hij bekend dat het niet een 2 on 1 Handicap match was, maar een 3 on 1 Handicap match. Vince kwam er ten slotte nog bij en pinde de plaatselijke worstelaar om zo te winnen.
Tijdens Backlash 2007 versloegen Shane, Umaga en Vince Bobby Lashley voor de ECW World Championship.

### 2016
Tijdens een aflevering van RAW in februari 2016 presenteerde Vince McMahon de "Vincent J. McMahon Legacy Award" en Stephanie McMahon won hem. Toen Stephanie McMahon aan haar toespraak ging beginnen, keerde Shane McMahon terug met één doel: de controle van de WWE overnemen. Vince McMahon, zijn vader, ging akkoord op één voorwaarde: als hij een 1-op-1-match tegen Undertaker zou winnen in een Hell in a Cell Match tijdens WrestleMania 32. Aan het eind van de wedstrijd sloeg Shane McMahon The Undertaker enkele keren met zware voorwerpen, zoals een stalen gereedschapskist, buiten de kooi. The Undertaker belandde op een tafel en McMahon klom op de meer dan 6 meter hoge kooi, om met zijn elleboog op The Undertaker te landen. Net op het laatste moment ging The Undertaker uit de weg en Shane McMahon landde van grote hoogte dwars door een commentatorentafel en verloor een paar minuten later de wedstrijd nadat The Undertaker weer langzaam overeind gekomen was en zijn finisher in de ring (en kooi) uitvoerde. The Undertaker behaalde zijn 23e overwinning op 24 WrestleMania's. De zegereeks werd alleen onderbroken op WrestleMania XXX, door Brock Lesnar.

## In worstelen
- Afwerking bewegingen
  - MacTerminator
  - Coast-to-Coast
- Kenmerkende bewegingen
  - (Super) Leap of Faith
  - MacFactor
  - Bronco Buster
  - Shane-O-Mac Shuffle
  - Tornado DDT
  - Shooting Star Press
  - Moonsault
  - Elbow Drop
  - Head Scissors Armbar
  - Camel Clutch
  - Missile Dropkick
  - Low Blow
  - Sharpshooter
- Kenmerkende externe objecten
  - Shane-O-Shuffle
  - Shane-up (vooral tijdens zijn fued met The Rock)
  - Hiphop danspasjes
  - Mac-a-Roonie
  - Gebruiken van niet toegestane voorwerpen (zoals stoelen, prullenbakken, straatborden, een Kendo Stick)
- Worstelaars managed
  - Mean Street Posse (Joey Abs, Pete Gas, & Rodney)
  - Test
  - Big Show
  - Edge & Christian
  - Chris Benoit
  - Kurt Angle
  - Booker T
  - Vince McMahon
  - Stephanie McMahon
- Zijn binnenkomst muziek
  - Here Comes the Money van Naughty by Nature
  - No Chance in Hell (ook de binnenkomst muziek van zijn vader Vince

## Kampioenschappen en prestaties
- Pro Wrestling Illustrated
  - PWI Rookie of the Year (1999)
  - PWI Feud of the Year (2001) vs. Vince McMahon
- World Wrestling Federation
  - WWF European Championship (1 keer)
  - WWF Hardcore Championship (1 keer)
  - WWE Smackdown Live Tag Team Championship (1 keer)
- Wrestling Observer Newsletter awards
  - Worst Feud of the Year (2006) met Vince McMahon vs. D-Generation X (Shawn Michaels en Triple H)

## Banen
- 1990 - WWF scheidsrechter
- 1993 - WWF’s televisie productie, verkoop, marketing en internationale handels ontwikkelings divisie
- 1998 - Hij hielp de WWE/WWF met de digitale media afdeling en lanceerde WWF.com (nu bekend als WWE.com), een website dat maandelijks meer dan 15 miljoen hits krijgt.
- 2003 - Executive President van WWE Global Media, het overzien van de internationale tv-productie, liveshows, boeken, digitale media, gebruikersgoederen en uitbrengen van goederen van de WWE.
- Tijdens de The Invasion, was Shane volgens de verhaallijn de eigenaar van WCW die in echt eigendom was van WWF.

## Trivia
- Shane draagt vaak baseballshirts, met een opdruk zoals: Shane O Mac en op de achterkant vaak staand McMahon, de naam van de PPV, of een andere zin die op wat voor manier dan ook iets te maken heeft met zijn match of zijn tegenstander.
- Shane was degene die met de naam Diesel kwam aanzetten voor Kevin Nash, toen Nash de WWF toetrad om te fueden met Shawn Michaels.
- Shane vond het idee om Chyna te laten toetreden tot de WWF een goed idee.
- Zijn footballshirt had hetzelfde nummer als die van zijn vader, namelijk #61.
- Shane had een kleine rol in de 2002 film Rollerball.

## Persoonlijk leven
Shane is getrouwd met Marissa Mazzola op 14 september 1996. Ze hebben drie zoontjes.
Shane McMahon gebruikt zijn linkerhand om vechttechnieken toe te passen, te tekenen, te eten en te kleuren en gebruikt zijn rechterhand om te schrijven.
Toen Vince McMahon een interview had met Playboy gaf hij toe dat Shane Ritalin slikte.
Shane heeft gezegd dat Marissa zijn enige vriendin in zijn leven is geweest tot nu toe.
Shane is een vierde generatie McMahon.

## Voetnoten
1. ↑  Shane McMahon at WWE
2. ↑  Shane loses to Test at SummerSlam 1999